# ژرژ اوریک
ژرژ اُریک (به فرانسوی: Georges Auric) (زاده ۱۵ فوریه ۱۸۹۹ – درگذشته ۲۳ ژوئیه ۱۹۸۳) آهنگ‌ساز فرانسوی بود.
در لودو زاده شد و در پاریس درگذشت و مقبره وی در گورستان مون‌پارناس است.
وی عضو «گروه شش» بود.

## فیلم‌شناسی
- خون یک شاعر
- دیو و دلبر
- اُرفه
- مزد ترس
- نتردام پاریس
- مولن روژ (آسیاب قرمز)

## شنیدن آثار
- youtube
- deezer